# عزیزآباد (ششتمد)

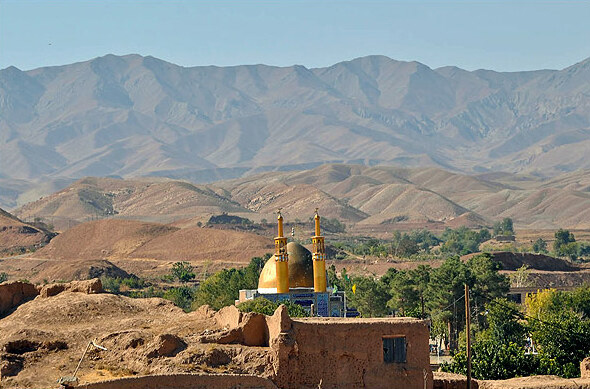
عکس از روستا

عزیزآباد، روستایی از توابع بخش مرکزی شهرستان ششتمد استان خراسان رضوی ایران است. 

## جمعیت
این روستا در دهستان بیهق قرار داشته و بر اساس سرشماری سال ۱۳۸۵ جمعیت آن ۵۱۵ نفر (۱۴۹ خانوار) بوده است.